# Morinda tenuiflora
Morinda tenuiflora là một loài thực vật có hoa trong họ Thiến thảo. Loài này được (Benth.) Steyerm. mô tả khoa học đầu tiên năm 1972.